# John King, Jr.
Pour les articles homonymes, voir John King (homonymie) et King.
John B. King, Jr., né le 5 janvier 1975 à Brooklyn (New York), est un homme politique américain. Membre du Parti démocrate, il est secrétaire à l'Éducation de 2016 à 2017 dans l'administration du président Barack Obama.

## Biographie
Secrétaire adjoint à l'Éducation à partir du 4 janvier 2015, il exerce par intérim la fonction de secrétaire à l'Éducation à partir du 1er janvier 2016, après la démission d'Arne Duncan. Nommé pour succéder à ce dernier par le président Barack Obama, il est confirmé par le Sénat le 14 mars suivant.